# Farancia
Genre
Farancia est un genre de serpents de la famille des Dipsadidae.

## Répartition
Les espèces de ce genre sont endémiques de la moitié Est des États-Unis.

## Description
Ces serpents atteignent de 75 à 135 cm de long. Ce sont des reptiles brun sombre ou noirs, le dessous étant rouge-orange clair. Le dos présente généralement des lignes longitudinales rouges.

## Habitat
Ce sont des serpents semi-aquatiques, et ils consomment divers amphibiens et autres animaux aquatiques.

## Reproduction
La reproduction débute au début du printemps, et la ponte a lieu au début de l'été. Les œufs incubent 2 à 3 mois.

## Liste des espèces
Selon The Reptile Database (3 septembre 2013) :
- Farancia abacura (Holbrook, 1836)
- Farancia erytrogramma (Palissot De Beauvois, 1802)

## Publication originale
- Gray, 1842 : Monographic Synopsis of the Water Snakes, or the Family of Hydridae. The Zoological Miscellany, vol. 2, p. 59-68 (texte intégral).